# Emilia Plater
Emilia Plater (Vilnius, 1806. november 13. – Justinavas, 1831. december 23.) lengyel–litván grófné, forradalmár, a „lengyel Jeanne d’Arc”, aki harcolt a novemberi felkelésben egy saját maga pénzelt[forrás?] és felállított szabad csapattal és több kis ütközetben is részt vett. Kapitányi rangot kapott. A háború végén Lengyelországban maradt és megpróbálta áttörni a Varsói blokádot egységével, de mielőtt megtehette volna megbetegedett és meghalt. Ma mind Litvániában, mind Lengyelországban és még Fehéroroszországban is nemzeti hős és több emlékművet is állítottak a tiszteletére.

## Élete
Emilia Plater Vilniusban született lengyel-litván arisztokrata családban. A család Vesztfáliából származott, akik a 15. században Livóniába, majd később Litvániába települtek át. Nemzetiségét lengyelnek, lengyel-litvánnak és litvánnak is leírták már. A szülei, Franciszek Ksawery Plater (Francis-Xavier Broel-Plater) gróf és Anna von der Mohl elváltak, amikor kilencéves volt. Távoli rokonoknál, a Plater-Zyberk családnál nőtt fel a család līksnai földbirtokán, Daugavpilshez közel, a mai Litvánia területén. Már kislányként elborzasztották a parasztság körülményei, ezért megpróbálta kitalálni a problémáikat azzal, hogy elvegyült köztük, tanulta a szokásaikat és énekelte a népdalaikat. A jól nevelt Plater nagyra becsülte Tadeusz Kościuszko törekvéseit és Adam Mickiewicz költőt, ő maga is írt költeményeket, érdekelte a matematika. Csodálattal volt a bátor nők iránt, mint Bouboulina, aki a görögök egyik ikonjává vált az oszmánok elleni felkelésben vagy, mint Jeanne d’Arc és példaképként tekintett rájuk. Ezen élményei hatására korán kezdett érdeklődni a lovaglás és a lövészet iránt, mely meglehetősen szokatlan volt egy 19. századi arisztokrata lánytól.

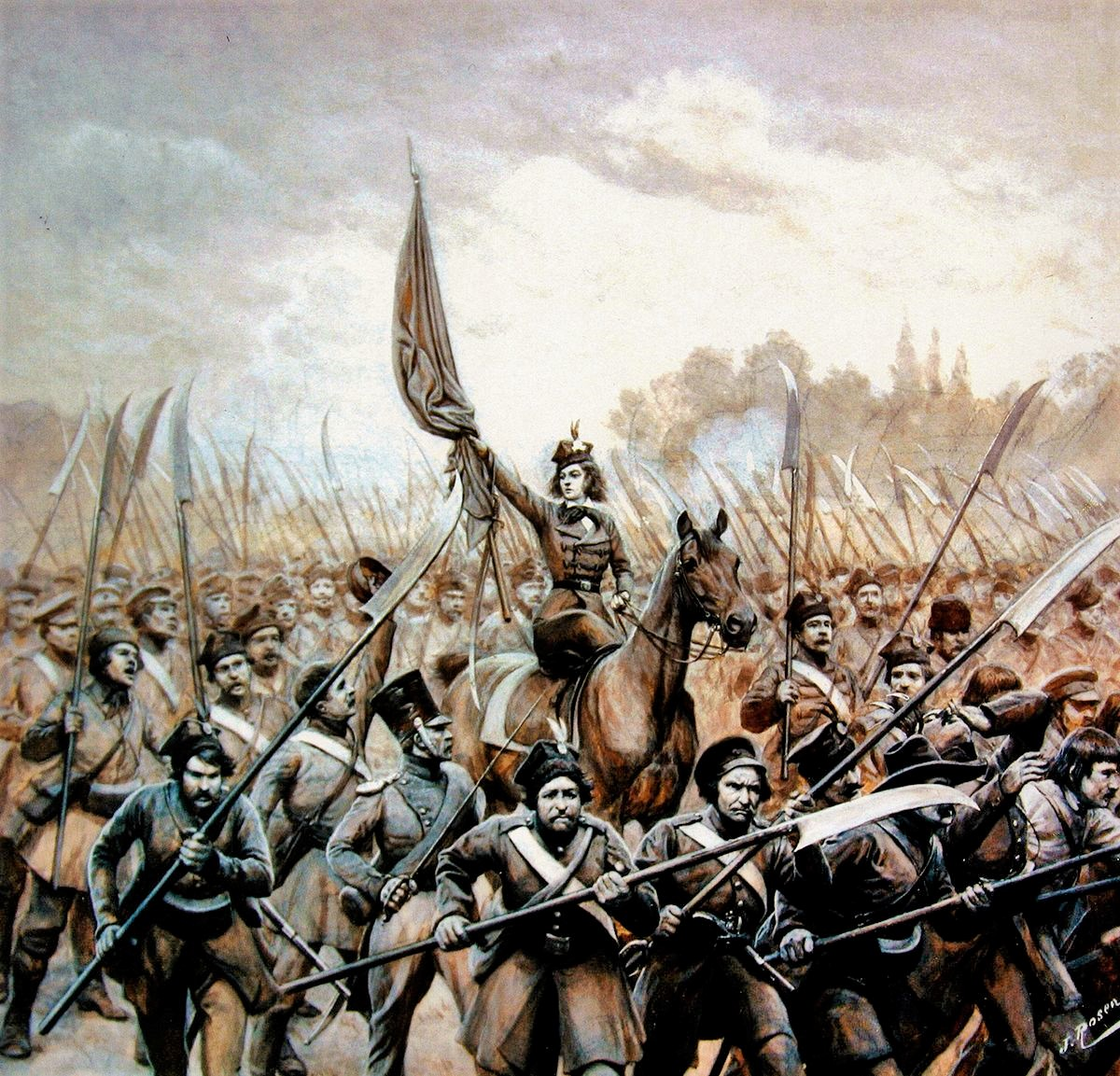
Emilia Plater harci kaszásokat vezényel a novemberi felkelésben, 1831.

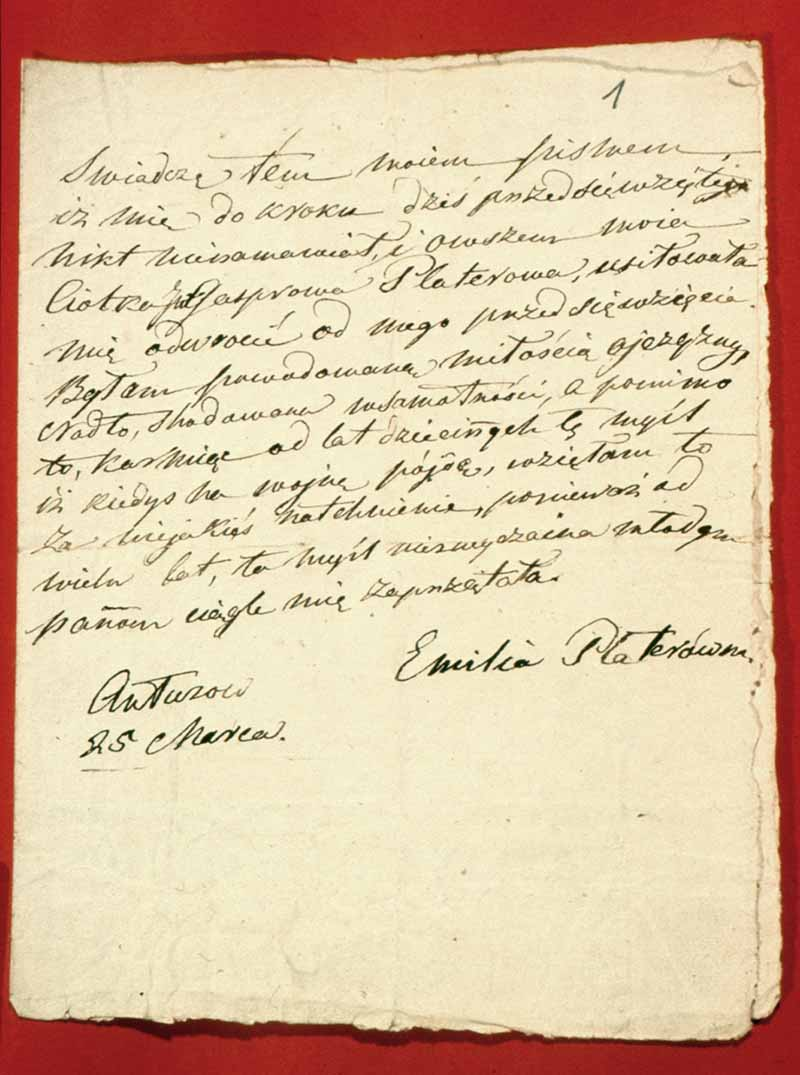
Emilia Plater nyilatkozata a novemberi felkeléshez való csatlakozásáról 1831. március 15-én.

Emilia Plater 1829-ben körútba kezdett a történelmi Lengyel-Litván Nemzetközösség területén, de édesanyja halálhírére hazatért. Az Orosz Birodalom elleni novemberi felkelés kitörése után a korábbi Litván Nagyhercegség területén közömbösek voltak a harcok iránt, egyetlen cárellenes egységet sem állítottak fel. Miután a Varsói felkelés hírei megérkeztek Vilniusba 1831-ben, Emilia Plater elhatározta, hogy saját maga megalakítja az első litván partizáncsapatok egyikét. Levágta a haját, egyenruhát készíttetett magának, megszervezett és felszerelt egy önkéntesekből álló csoportot. Az egység durván 280 gyalogosból, 60 lovasból és néhány száz harci kaszával felfegyverzett parasztból állt.
1831. március végén, április elején egysége megkísérelte bevenni Daugavpils (Dyneburg) erődjét. Számos csatát vívott az erőd környékén, április 4-én az erődbe tartó Shirman tábornok csapataival harcolt, illetve később sikeresen megostromolta Zarasai (Jeziorosy) városát. Magát az erődöt meglepetésszerűen próbálták bevenni, de sikertelenül, és egy felderítés során kiderült, hogy a várost erős helyőrség védi és lehetetlen bevenni egy olyan kis erővel, mint az övé, ezért erről a tervről letettek.
Ezután visszatért Samogitiába, majd Panevėžys felé vette útját, ahol Karol Załuski parancsnok erőihez csatlakozott. Nem sokkal később Dezydery Chłapowski tábornok nagy erőkkel érkezett a területre és átvette az irányítást minden harcoló csapat felett a volt Nagyhercegség területén.
Egy népi monda szerint a tábornok azt javasolta Emiliának, hogy lépjen vissza és térjen haza. Erre állítólag azt felelte, hogy addig nem szándékozik levetni egyenruháját, míg hazája teljesen fel nem szabadul. Elhatározását elfogadták és kinevezték a lengyel 1. litván gyalogsági ezred 1. százada csapattest parancsnokának. Kiválóan harcolt a Kownoi és Szawlei csatában, kapitánnyá léptették elő, mely a legmagasabb rang volt, melyet nőnek adtak abban az időben. A.E. Odyniec a következőket írta róla a csata után: „Neved a lengyel és litván történelemben mindörökké hangzani fog, mint ének a harc közepette.”
Miután a lengyel egységek vereséget szenvedtek az oroszoktól, Chłapowski tábornok úgy döntött, a határt átlépve Poroszországba megy, hogy itt internálják. Emilia Plater visszautasította a menekülési parancsot és ehelyett elhatározta, hogy megpróbál áttörni Varsó felé és folytatja a harcot. Azonban útközben súlyosan megbetegedett és Justinavasba, az Abłamowicz család birtokára került. 1831. szeptember 30-án két levelet levelet küldött egyik nagynénjének, amelyekben búcsút vesz tőle és közeli rokonaitól. 1831. december 23-án halt meg. Egy Lazdijaihoz közeli kis faluban, Kapčiamiestisben helyezték örök nyugalomra.

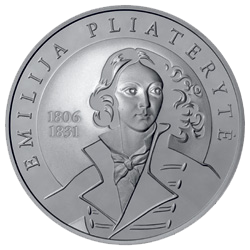
Emilia Plater tiszteletére kiadott litas emlékérme.

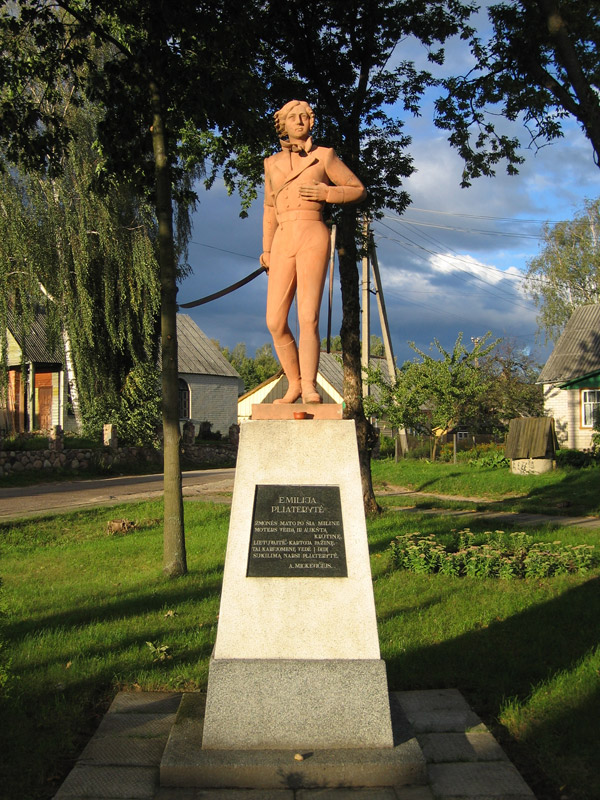
Emilia Plater emlékműve Kapčiamiestisben, Litvániában, ahol eltemették.

## Hatása, emlékezete
Halálhíre gyorsan, széles körben elterjedt és Emilia Plater a felkelés egyik jelképévé vált. A harcos lány szimbóluma meglehetősen ismert lett mind Lengyelországban, mind Litvániában és más országokban.
Adam Mickiewicz megörökítette alakját a Śmierć pułkownika (Egy ezredes halála) című versében, bár halálának leírása színtiszta költői kitaláció és csak lazán kapcsolódik a valódi életéhez. Más irodalmi művek is kerültek kiadásra, melyek az életével foglalkoznak, a legtöbbjük külföldön, jópár közülük lengyel emigráns szerzők által. A szerzők közül kiemelendő Georg Büchner, Konstanty Gaszyński, Antoni Edward Odyniec, Władysław Buchner és Józef Straszewicz, aki Plater életrajzát három különböző változatban jelentette meg francia nyelven. 1842-ben J. K. Salomoński egy rövid bibliográfiát adott ki Emilia Platerről a következő címmel: Emily Plater, The Polish Heroine; Life of the Countess Emily Plater (Emily Plater, a lengyel hős; Emily Plater grófnő élete). 1908-ban Waclaw Gasiorovski regényt, Thaddeus Konczynski 1931-ben pedig egy háromfelvonásos drámát írt róla.
Emilia számos korabeli festő témájává is vált, mint Hyppolyte Bellange, Achille Deveria, Philipp Veit, Francois de Villain és Wojciech Kossak.
A két világháború között a 22. gyalogsági ezred felvette az Emilia Plater nevet. Ő volt látható a Második Lengyel Köztársaságban kiadott 20 és 50 złotys bankjegyeken. A második világháború alatt, egy az 1. Tadeusz Kościuszko lengyel gyalogoshadosztályhoz tartozó lengyel női támogató egység az 1 Samodzielny Battalion Kobiecy im. Emilii Plater nevet viselte, volt tagjai egy Platerówka nevű kis falut alapítottak Alsó-Sziléziában.
1959-ben a Polskie Linie Oceaniczne számára egy róla elnevezett 10 000 BRT-s hajót, az M/S Emilia Platert építették meg. Varsóban az egyik főút viseli a nevét, de nagyobb lengyel városok többségében is van róla elnevezett utca.